# 角翅黃蝶
角翅黃蝶（學名：Eurema laeta），又名草黃粉蝶、端黑黃蝶、尖角黃粉蝶、巨標黃粉蝶、端黑黃粉蝶。是一種小型蝴蝶，屬於粉蝶科，分布於印度、斯里蘭卡、中國、中南半島、日本，並延伸至澳洲。

## 描述
本種為小型粉蝶，體色黃色，背面帶有黑褐色斑紋。雄蝶頭部褐色具毛，觸角黑褐色帶白環，口器黑褐色，下唇鬚黃色。胸部覆白毛與鱗片，腹部黑褐色覆黃色鱗，足亦為黃色鱗片。
前翅長18-21 mm，呈三角形略長，前緣凸出，翅端尖，外緣與後緣幾近筆直；後翅外緣於 M3 脈末端呈角狀。翅背面底色黃色，前翅外側與後翅外緣有黑褐色邊紋，高溫期更為明顯。翅腹面顏色較淡，低溫期偏磚紅色，後翅前半有黑褐色斑點，後半有兩條平行線紋。前翅 CuA2 室及後翅 Sc+R1 室各有桃紅色性標，另於翅腹面與背面亦有特化鱗片區域作為性標。
雌蝶翅型與雄蝶相似，翅背面色彩較淡，黑色鱗較廣泛但不具性標，斑紋亦較不明顯。

## 分佈
世界分布於喜馬拉雅、印度、斯里蘭卡、中南半島、呂宋、朝鮮半島南部、日本、華東至華西等地，以及印尼峇里島、澳洲東北部和新幾內亞。臺灣主要見於中南部低至中海拔山地。

## 棲地
棲息於開闊環境，只要有假含羞草即可。一年多代，成蝶活躍於明亮處，喜訪花，雄蝶常聚於濕地吸水。幼蟲專食豆科假含羞草。

## 照片集

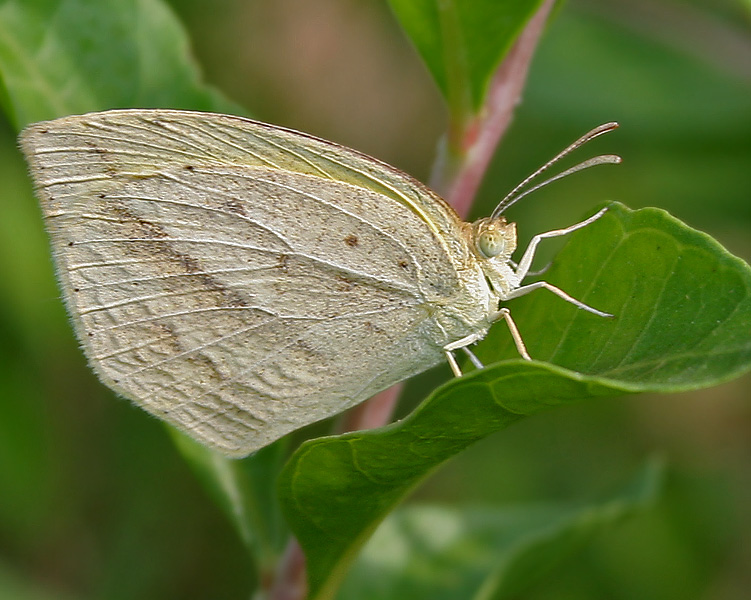
於印度海得拉巴拍攝
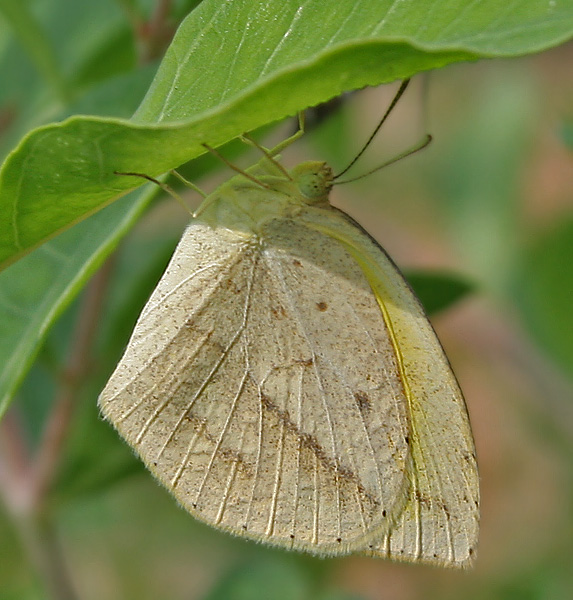
於印度海得拉巴拍攝
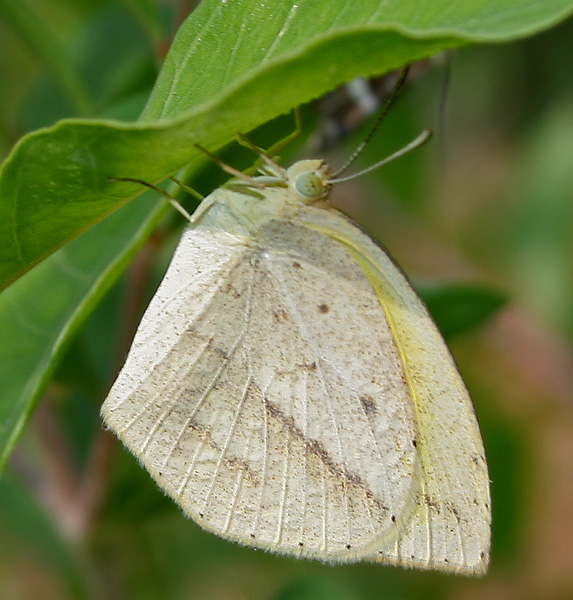
於印度海得拉巴拍攝
- 於日本東京拍攝